# Петракийски манастир
Манастирът „Свети Безплътни Архангели“ или Манастирът на Светите Безплътни Архангели (на гръцки: Άγιοι Ασώματοι Ταξιάρχες), известен като Петракийски манастир или Манастира Петраки (на гръцки: Μονή Πετράκη), е манастир от византийската епоха в Амбелокипи (Атина). Той служи като седалище на Светия синод на Църквата на Гърция.
Бивша ставропигия на Константинополската патриаршия от 1777 г. 
Въпреки че е засвидетелстван за първи път през османско време, католиконът на манастира, кръсто-квадратен от константинополски тип, датира от X век. Първите сведения за него са от османския период. Манастирът е метох на ставропигиалния Карейски манастир на планината Имитос. Името си Патракийски получава през 1673 г., след обновяването му от Партениос Петракис като ктитор. 